# بوگری (سرزمین آلتای)
بوگری (به لاتین: Bugry) یک منطقهٔ مسکونی در روسیه است که در سرزمین آلتای واقع شده‌است.